# Rechtsauskunft Anwaltskollektiv
Der Verein Rechtsauskunft Anwaltskollektiv führt eine von Anwälten betriebene Rechtsberatungsstelle in Zürich-Aussersihl.

## Vereinstätigkeit
Die Rechtsauskunft Anwaltskollektiv besteht seit 1981 als Verein und ging aus dem 1975 gegründeten Anwaltskollektiv hervor. Der Verein betreibt an der Kernstrasse 8 in 8004 Zürich (Aussersihl) eine offene Rechtsberatungsstelle für fast alle Rechtsgebiete. Eine halbstündige Sprechstunde kostet pauschal 70 Franken, Telefonanruf und (kurzer) Brief bei Bedarf inbegriffen. 
Die Idee dahinter: kompetente und engagierte Hilfe von praktizierenden Anwälten für alle Rechtsuchenden, unabhängig von ihrer Herkunft und sozialen Schicht – dank vergleichsweise sehr günstigen Tarifen.

## Geschichte
Das ursprüngliche Anwaltskollektiv wurde 1975 durch die Anwälte Susanne Leuzinger-Naef, Edmund Schönenberger, Bernard Rambert und die Sekretärin Claudia Bislin gegründet. Die Struktur und Zielsetzung entsprach dem Geist der damaligen politischen Linken: gleicher Lohn für das Sekretariat wie die Anwälte, wirksame rechtliche Vertretung der „Schwachen gegen die Starken“, eine offene Rechtsberatung ohne Voranmeldung zu sehr moderaten Preisen nebst der herkömmlichen Advokatur, um keine Schwellenängste aufzubauen. Bereits nach mehreren Wochen musste das ursprüngliche Kollektiv wegen der starken Nachfrage mit neuen Juristen erweitert werden; sechs Jahre nach der Gründung war es bereits auf elf Anwälte angewachsen. Die unzähligen Anfragen aufgrund der Jugendunruhen der 80er Jahre zeigten der bisherigen Struktur endgültig die Grenzen auf. Eine Erweiterung drängte sich auf, weshalb das bisherige Kollektiv und Kollegen aus seinem Umfeld 1981 mit der „Rechtsauskunft Anwaltskollektiv“ einen Verein gründeten. Von da an berieten rund 22 Anwälte (heute rund 35) im Turnus zu einem nahezu symbolischen Honorar. Fast alle Mitglieder der Rechtsauskunft Anwaltskollektiv sind auch Mitglieder der Demokratischen Juristen und Juristinnen der Schweiz. Seit 2003 ist die „Rechtsauskunft Anwaltskollektiv®“ als Marke eingetragen.

## Der Verein im Blickfeld des Staatsschutzes
Das Kollektiv geriet wegen seiner ursprünglich sehr linken Verortung immer wieder ins Blickfeld des Staatsschutzes. Der Fichenskandal deckte auf, dass über das ursprüngliche Anwaltskollektiv und den späteren Verein viele Fichen angelegt worden waren. Aber auch noch der Extremismusbericht des Bundesrates vom 24. August 2004 hielt noch fälschlicherweise fest, die Rechtauskunft Anwaltskollektiv sei 1981 aus der sogenannten Roten Hilfe bzw. dem Komitee gegen Isolationshaft entstanden. Die Eidgenössischen Datenschutz- und Öffentlichkeitskommission verfügte auf Beschwerde des Vereins hin, die Beschwerdegegnerin (das Bundesamt für Polizei) werde angewiesen, die für die beantragten Berichtigungen nötigen Schritte zu veranlassen. Das Bundesgericht bestätigte diesen Entscheid. Der Bericht wurde dementsprechend berichtigt.

## Tätigkeiten der Mitglieder
Anwälte des ursprünglichen Anwaltskollektivs und der Rechtsauskunft Anwaltskollektiv prägten insbesondere die Entwicklung der Strafverteidigung in der Schweiz massgebend. Die Rechtsauskunft Anwaltskollektiv gab im Jubiläumsjahr 2011 den einzigen schweizerischen Strafrechtsratgeber für Laien Strafuntersuchung – was tun? bereits in fünfter Auflage heraus. Er orientiert sich konsequent an den Verteidigungsrechten und erläutert, wie man sich in einer Strafuntersuchung am besten verhält. Bei der Erstauflage 1978 wurde die Autorin Barbara Hug für die Redaktion der damaligen Broschüre disziplinarrechtlich gebüsst. Man sah damals die Herausgabe eines solchen Leitfadens als für eine Rechtsanwältin ungebührlich an. Anwälte der Rechtsauskunft Anwaltskollektiv provozierten auch Anfang der 80er Jahre einen wichtigen Grundsatzentscheid des Bundesgerichts, in welchem die Rolle der Strafverteidigung klargestellt wurde. Mitglieder des Anwaltskollektivs initiierten ebenfalls das Zürcher „Pikett Strafverteidigung“. Aus den Reihen des Anwaltskollektivs gehen und gingen auch sonst eine Reihe von anerkannten spezialisierten Anwälten (vor allem in den Bereichen Familien, Arbeits-, Sozialversicherungs- und Migrationsrecht sowie Geschädigtenvertretungen nebst der Strafverteidigung) hervor. Andere ehemalige Aktivmitglieder machten später Karriere in Justiz und Politik: Exemplarisch seien die Bundesrichterin Susanne Leuzinger-Naef, die Zürcher Kassationsrichter Doris Farner-Schmidhauser und Matthias Brunner, der Zürcher Verwaltungsrichter Peter A. Sträuli, der Nationalrat Daniel Vischer sowie die Regierungsräte Hanspeter Uster (Zug) und Regine Aeppli (Zürich) erwähnt.